# Longnor, Staffordshire
Longnor är en ort och civil parish i Storbritannien.   Den ligger i grevskapet Staffordshire och riksdelen England, i den södra delen av landet, 220 km nordväst om huvudstaden London. Longnor ligger 299 meter över havet och antalet invånare är 300.
Terrängen runt Longnor är platt åt sydost, men åt nordväst är den kuperad. Runt Longnor är det ganska tätbefolkat, med 166 invånare per kvadratkilometer. Närmaste större samhälle är Buxton, 8,7 km norr om Longnor. Trakten runt Longnor består i huvudsak av gräsmarker.